# 카르노사우르
《카르노사우르》(Carnosaur)는 미국에서 제작된 애덤 시몬 감독의 1993년 공포, SF 영화이다. 다이안 래드 등이 주연으로 출연하였고 마이크 엘리엇 등이 제작에 참여하였다.

## 출연

### 주연
- 다이안 래드
- 라파엘 스바지
- 제니퍼 러니온
- 해리슨 페이지
- 네드 벨러미

### 조연
- 클린트 하워드
- 프랭크 노박
- 에드 윌리엄스
- 앤드류 매가리언
- 브렌트 힌클리
- 리사 몬큐어

## 기타
- 원작자: 해리 애덤 나이트
- 미술: 애론 오스본
- 의상: 크리스틴 M. 버크